# Pierre Prieur
Pour les articles homonymes, voir Prieur.

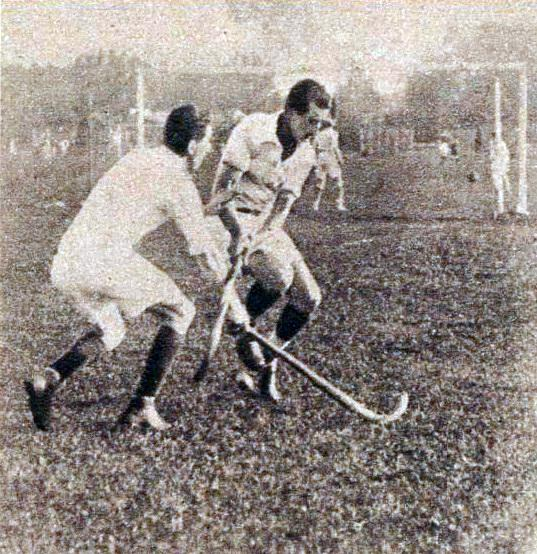
Pierre Prieur (au centre, Olympique lillois) en 1924.

Pierre Marie Prieur, né le 25 mai 1896 à Puteaux et mort le 22 décembre 1968 à Neuilly-sur-Seine, est un joueur français de hockey sur gazon.

## Palmarès
- 58 sélections en équipe de France.
- 1re sélection: 29 février 1920.
- Triple champion de France avec l'Olympique lillois, en 1921, 1923, et 1924.
- 4e aux Jeux olympiques d'été de 1920.

## Vie personnelle
Il est le fils de Joseph Alexandre Prosper Prieur (industriel) et de Thérèse Louise Odette Chauvelot.
Il se marie au Vésinet le 4 août 1948 avec Anne-Louise Joséphine Marie Perret.

## Liens externes

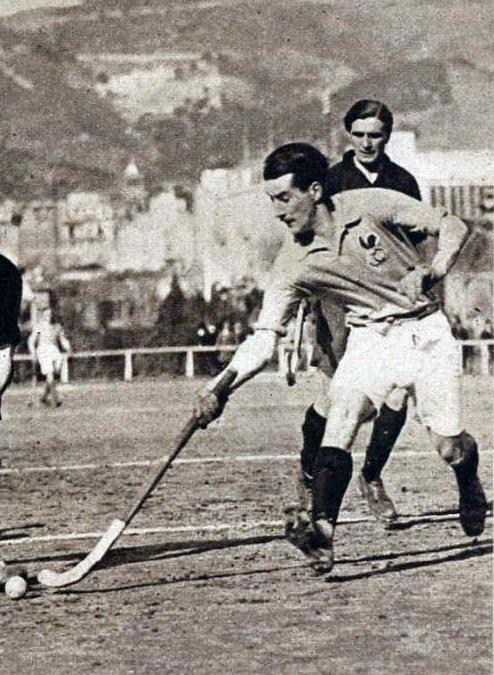
Pierre Prieur, lors du match Espagne-France (1925).